# 波扎利亚萨比纳
波扎利亚萨比纳（義大利語：Pozzaglia Sabina），是意大利列蒂省的一个市镇。总面积25.22平方公里，人口368人，人口密度14.6人/平方公里（2009年）。ISTAT代码为057058。